# 生化危機7 惡靈古堡
《惡靈古堡7 生化危機》是一款由卡普空開發與發行的惡靈古堡系列恐怖遊戲。遊戲於2017年1月24日登陸PlayStation 4、Xbox One和Microsoft Windows平台，日本於1月26日發售，雲端版本於2018年5月24日發行在任天堂Switch上。
玩家將扮演「伊森·溫特斯」，隻身一人前往美國南部的一間廢棄農舍，尋找3年前失蹤、生死未卜的妻子「米婭·溫特斯」的消息。本作是主系列首款采用第一人稱視角的遊戲，並支援PlayStation VR。遊戲名稱是日本版“Biohazard”及海外版“Resident Evil”的結合，互為雙方對應的副標題，同時體現了作品“生物災害”和“邪惡居民”的本質主題。
《生化危機7》被認為是回歸系列初衷的作品，評論讚譽遊戲的“情节吸引人”“气氛紧张”“配音和配乐優良”“身歷其境的音效與畫面”及“设计优秀的关卡”，但批評終章乏味的頭目戰。遊戲的VR版本廣受好評，並榮獲2017年遊戲大獎「最佳VR/AR遊戲」、金搖桿獎與SXSW遊戲大獎的「最佳VR遊戲」。遊戲首周的出貨量為250萬套，遠低於公司當初預期的400萬套，但截至2022年3月，遊戲共售出1080萬套，為整個惡靈古堡系列中銷量最高的一部作品，卡普空針對這點在之後的訪談中表示「因數位下載遊戲時代的到來，遊戲有了更長的推行壽命可以面對更多的玩家，以往只看遊戲首周出貨量的方式恐怕已不再適用，日後他們也將會更看重旗下遊戲在整個長線上的發展」。
續作《惡靈古堡 村莊》於2021年5月7日在全球發行，同年5月8日在日本發行。

## 遊戲玩法

畫面顯示了玩家在第一人稱視角下，使用手槍擊退敵人「菌屍」

《生化危機7》是款第一人稱視角的生存恐怖遊戲，玩家將扮演伊森·溫特斯，透過探索與使用武器來面對遇到的困境。本作移除了快速反应事件（QTE）元素，並加重恐怖與探索的體驗。
遊戲共有「簡單」「瘋狂」三種難度（簡體中文版分別稱「容易」、「正常」、「瘋人院」），選擇簡單，敵人給予玩家的傷害減少且行動遲緩；選擇瘋狂，會有更加兇猛的敵人與特殊攻擊動作。玩家有兩種存檔的方式，分別是到達遊戲特定檢查點的「自動存檔」以及透過錄音機手動保存的「存檔欄」，在瘋狂難度中，玩家每次存檔都會消耗一個錄音帶。为防止玩家过于频繁地卡关，本作延续了类似《生化危機4》的难度调整系统，根据玩家的实际狀況，在遊玩過程中自动调整难度。
除了貝克家族成員，玩家還會遭遇菌兽、昆蟲等敵人的攻擊，藉由近戰武器、槍枝及遙控炸彈，玩家能夠擊退敵人；面對敵人的攻擊，玩家能夠进行防卫，並使用急救藥物治療自己。緩慢移動和避開敵人的視線能有效避免戰鬥的發生，把門關上也可以使遊戲大部分的敵人停止追捕。
游戏支援Xbox Play Anywhere服务，只要玩家購買Xbox One、Windows 10任一數位版本就能獲的另一平台的數位版遊戲。PlayStation 4版本添加VR模式，玩家能透過PlayStation VR遊玩全程。本作在PlayStation 4、Xbox One和Microsoft Windows平台上的视觉效果都能达到1080p的画质和每秒60帧。

## 情節

### 設定
《生化危機7》的故事背景設定發生在后保护伞公司时代的2017年，一處位於美國路易斯安那州名為「達爾維」的城鎮。主角伊森·溫特斯（Ethan Winters）是名來自洛杉磯的系統工程師，某天伊森突然收到失蹤3年的妻子米婭·溫特斯（Mia Winters）傳來的訊息。為了追尋米婭，伊森隻身一人前往美國路易斯安那州一處名為達爾維的城鎮。他在一處廢棄房屋中尋找妻子時遇襲，醒來發現自己被貝克家族「招待」。伊森的目標是找到米婭，並逃離貝克一家與這棟房子。

### 故事
2017年6月，伊森·温特斯收到失蹤3年的妻子米婭發送的電子郵件，來到了路易斯安那州达尔维。他在一棟廢棄房屋的地下室找到了米娅，但米婭卻不太正常，甚至瘋狂地攻擊伊森。被迫“殺”了米婭後，一通自稱「柔伊」的女性來電要他盡快逃走，但復活的米婭再度攻擊伊森，並用电锯砍斷了伊森的左手。二度“殺死”失控的妻子的伊森隨後被一名男子打昏，昏迷時隱約看見自己與米婭被拖往某處，以及柔伊接上自己斷手的景像。
醒來的伊森獲得柔伊·貝克（Zoe Baker）的電話協助，試圖逃離此處。伊森首先得面對擁有強大再生能力的傑克·貝克（Jack Baker）的追殺，與被稱為菌屍（Molded）的怪物攻擊。在地下室深處取得鑰匙並擊敗傑克後，伊森終於逃出了主屋。
為了治療仍舊倖存但已被感染的米婭與柔伊，伊森按指示前往水邊的舊屋尋找製作血清的材料，遭遇了能操控蟲類的瑪格麗特·貝克（Marguerite Baker）。擊殺瑪格麗特並取得血清材料之一的伊森，卻得知柔伊、米婭被抓的消息，被迫參與盧卡斯·貝克（Lucas Baker）的「遊戲」。突破充滿強化菌屍、各種陷阱的實驗場與盧卡斯的詭計後，伊森在船屋找到了柔伊與米婭。但當柔伊製作出兩劑血清後，伊森再度遭到巨大怪物化的傑克攻擊，最後用上了第一劑血清擊殺傑克·貝克。
而剩下的另一劑血清，讓伊森面臨了只能先救柔伊與米婭其中一人的抉擇。伊森與所選擇的對象搭乘小艇離開後，在廢船附近遭到了菌屍的襲擊。在廢船附近醒來的米婭，發現昏迷不醒的伊森被帶走、囚禁在廢船上。在探索充滿菌屍的廢船時，名為伊芙琳的小女孩與各種幻象不斷出現，逐漸讓米婭恢復記憶。原來一切的開端，是米婭在運送外觀如同小女孩的人形生物武器（B.O.W.）伊芙琳時，伊芙琳失控並使油輪失事所起。自幼就活在高度監控實驗室的伊芙琳為了獲得家庭的溫暖，將米婭當成母親，並感染、操縱了救助兩人的貝克一家。
米婭救出了伊森時，交付了製作E型破壞劑的材料，要伊森殺死伊芙琳。伊森前往秘密實驗室製作E型破壞劑，回到了貝克莊園給予伊芙琳最後一擊，這才發現之前在貝克莊園各處出現的老婦就是快速老化後的伊芙琳。伊芙琳被施打破壞劑之後暴走，化為巨大菌樹向伊森發動了猛烈的攻擊。經歷了一番苦戰，伊芙琳終於被擊敗並鈣化死亡，而伊森則被前來救援的克里斯·雷德菲爾送上直升機，離開了貝克莊園。

### 并非英雄
「并非英雄」（Not a Hero）是追加下載內容的額外章節，故事描述加入新生保護傘（又名蓝色保护伞）的克里斯·雷德菲爾（Chris Redfield）參與救援與調查整起事件的經過。
克里斯与新生保護傘共同合作，抓捕卢卡斯·贝克（Lucas Baker）并找出關於创造伊芙琳的组织“聯盟（The Connections）”的線索。在救出伊森·温特斯并将他送上直升机后，克里斯深入卢卡斯在礦坑中的实验室，但他中了卢卡斯的陷阱，左手腕被裝上一颗炸弹並被威脅離開。克里斯不願妥協，继续追击並试图营救其餘被俘的保护伞士兵，然而他们還是被卢卡斯的陷阱杀死。隨後，卢卡斯啟動了克里斯手腕上炸弹的计时器。克里斯被迫得盡快找到液氮以将炸弹凍結使其暫時失效，让他有足够的时间強行拆除炸弹。
炸弹移除後，克里斯通过更多卢卡斯的菌兽和陷阱。然后他发现自己进入了一个秘密的“聯盟”研究实验室，卢卡斯在那里杀死了所有的“聯盟”研究人员，并计划逃之夭夭。克里斯设法将卢卡斯逼至絕境，并開槍击中了卢卡斯，但这引发了他体内的突变。克里斯战斗并最终杀死了变异的卢卡斯，并阻止他将伊芙琳的所有数据转移到未知的一方。任务完成，伊芙琳的感染也被控制住了，克里斯看了貝克一家的相片一眼，離開了這個地方。

### 佐伊的结局
「佐伊的结局」（End of Zoe）是追加下載內容的額外章節，故事描述伊森選擇先救米婭，沒有注射解藥的柔伊在這之後的遭遇。
故事接續伊森選擇治疗米娅而不是佐伊的路线。佐伊的身體逐漸鈣化，一对保护伞士兵找到了昏迷的佐伊，但被誤會而遭佐伊的叔叔，杰克的亲哥哥乔·贝克（Joe Baker）制服。被俘虜的士兵告訴乔有治疗佐伊的方法，解藥放在附近的小屋里。乔找到解药，返回卻發現住處起火燃燒，而且施打解藥後仍未見佐伊好轉。保护伞士兵告訴他劑量不足，要去營地取得完整的一劑後，隨即被未知的怪物拖出屋外杀死。乔帶著佐伊乘船逃离時，看到了怪物在著火的屋外怒吼。
安置好佐伊後，喬找到了保护伞的營地，卻发现保护伞營地已被放棄，並得知解药合成站已被转移到附近汽船上的訊息。喬不得不涉水前往，路途中除了對抗菌屍與危險的鱷魚外，同時遭到先前那名强大、看似无法杀死，被称为“沼泽人”的菌兽追击。
喬找到了解藥合成站，得到了完整的一剂解药時，再次遭遇沼泽人的阻撓。擊敗了沼泽人，喬回到佐伊身邊時，沼泽人再次出現並把佐伊抓走。乔進入了沼泽中遭严重感染的區域，在一个废弃的教堂里发现佐伊，隨後就與沼泽人扭打了起來，卻在打鬥過程中意外发现他是变异严重的杰克·贝克。乔被杰克打晕，裝進棺材後被扔入了水中。
喬被沖上岸，聽見保護傘部隊正在貝克家營地被襲擊的求救信號。前往貝克家營地的路上，他得到了保护伞的高科技，能输出50大马力的充能機械拳套作為武器。一路趕到貝克家主屋的喬，在屋內發現了佐伊並與傑克決戰。并成功杀死了杰克，被喬施打了解藥的佐伊終於甦醒。隨後保护伞的援军與克里斯·雷德菲尔德抵达，並为佐伊進行了檢查。佐伊為了自己終於度過這可怕的三年而驚魂未定時，克里斯遞過來一支電話。她接過伊森的电话，感谢伊森信守承诺，为她送来帮助。

## 开发
《生化危机6》发行后，卡普空对下一款生化危机游戏的方向进行了許多讨论。當時公司意識到，在《生化危机6》中生化恐怖袭击已遍及全世界，规模增长过大，丢失了该系列的特点，而玩家也發出「想要玩到生存恐怖游戏」的聲音。游戏開發于2014年2月左右正式開始，開發團隊目標做出一款人物和故事都在一個地方發展、如同電影《屍變》的遊戲，採用第一人稱視角並讓遊戲回归原點，做出一款讓玩家有切身感受的生存恐怖遊戲。本作的故事发生于《生化危機6》之后，玩家將扮演全新角色「伊森·溫特斯」，前往美国乡村一座废弃的种植园豪宅，找尋失蹤的妻子。
《生化危機7》採用的「RE引擎」於2015年4月和遊戲專案同步開工，是款量身打造的引擎，新引擎包括了虚拟现实（以下簡稱為VR）開發工具，但在遊戲確認支援VR前，團隊就打算採用第一人稱視角，當時團隊認為把游戏范围缩小到一个地方，并使用第一人称视角让玩家沉浸其中，是最好实现此目标的方式，《生化危機7》並不是系列第一款採用第一人稱視角的遊戲，早在《惡靈古堡 保護傘編年史》就採用這樣的設計。VR方面的開發作業從2015年10月開始，團隊為此特別成立了一個獨立的專門小組。Microsoft Windows版採用了“Denuvo加密”技术，但遊戲在發售5天後遭CPY破解。
在本作公布的1年前，卡普空在E3 2015上展示了一款第一人称的VR恐怖游戏试玩，这款名为“厨房惊魂”（KITCHEN）的试玩同样使用RE引擎製作。虽然《生化危机7》在《厨房惊魂》前就已经开发了一段时间，但开发商看到了机会，借此评估RE引擎的状况以及大眾對VR的接受度。4个月后公司的年度综合报告提到了《厨房惊魂》受到了积极反响，有媒体指出卡普空的生化危机开发部（第1开发部）将重点发展VR市场，包括新的VR引擎和第八世代游戏。
2016年6月14日，游戏试玩《生化危机7预告：最初时刻》（Biohazard 7 Teaser: Beginning Hour）登陆PlayStation商店，专门提供給PlayStation Plus用户。卡普空之后称本作獨立於《生化危机7》，兩款遊戲的主角完全不同，而且游戏环境将更加多元，也会有额外的机制。10月13日，卡普空在PlayStation商店发售了上文提到的VR游戏試玩《厨房惊魂》，可搭配PlayStation VR遊玩。
大約有120人參與《生化危機7》的開發，竹内潤和川田將央擔任製作人，曾监制《生化危机：启示录》的中西晃史擔任本作的總監，理查德·皮尔西也参与了游戏故事创作，他曾是《特殊行动：一线生机》的编剧之一。音樂方面，森本章之、茅根美和子、堀聡、克里斯·贝拉斯科与布莱恩·多利维亚（Brian D'Oliveira）等人担任游戏的编曲。美国音乐人迈克尔·A·莱文撰写制作了本作的主题曲《Go Tell Aunt Rhody》，并由新西兰歌手乔丹·蕾恩演唱。遊戲的原聲帶於2017年1月24日由Sumthing Else Music Works發行。

## 营销与发行

《厨房惊魂》的标志中有个字母“T”，字母上的空隙使得它看起来像數字“7”，川田將央表示很少有人注意到這細節

在2015年E3电子娱乐展展上，卡普空展示了他們為公司新引擎製作的遊戲試玩“厨房惊魂”。隔年E3展上，卡普空證實《厨房惊魂》為《生化危機7》，除了公布宣傳影片，也宣布遊戲將在2017年1月24日於PlayStation 4、Xbox One和Microsoft Windows平台上販售，遊戲還支援PlayStation VR。遊戲的任天堂Switch版本《惡靈古堡7：生化危機 雲端版》（Resident Evil 7: Biohazard Cloud Edition）於2018年5月24日開始營運。
《生化危機7》共有多個版本，遊戲於2017年1月26日在日本推出，分別為「CERO D」及「CERO Z」兩個版本，兩者畫面表現上（例如血腥程度和屍體的呈現）有些許不同。台灣由傑仕登負責代理，收錄繁體中文字幕，和全球販售的版本相同並不會有所刪減，繁體中文版於1月24日推出，預購PlayStation 4版本的玩家可以獲得夜光手機殼，而預購限定版的玩家則可以獲得本作的遊戲開發內部報告書，除了繁體中文，本作也包含簡體中文。
澳洲、紐西蘭、歐洲和北美也於1月24日推出，GameStop推出的獨家限定收藏版包含了“断指”造型的USB隨身碟驅動、貝克宅邸造型音樂盒、特製鐵盒、VHS錄音帶造型盒子以及海報與便條紙。英國版多了一本20紀念畫冊，貝克宅邸造型音樂盒換成一般模型。而在義大利，除了沒有遊戲光碟，大部分的內容都相同。美國玩家預購PlayStation 4和Xbox One版本可以獲得電影《惡靈古堡5：天譴日》的下載序號。黃金版於2017年12月12日發布，收錄了可下載內容「禁止播放的影片 Vol.1 &2」以及「柔伊的結局」。
為了宣傳遊戲，卡普空與Merchoid合作推出一款“4D蜡烛”，這款蠟燭在燃燒時會散發出腐爛木頭、血與汗水的味道，能加深玩家的遊戲的體驗。另外還和iam8bit一同舉辦密室逃脫体验馆「Resident Evil Escape Room Experience」，地點位於美國洛杉矶的回音公園，英國倫敦也舉行了類似活動。在香港，卡普空张贴宣傳海報於双层巴士上。
2022年6月14日，卡普空於「卡普空Showcase」直播發表會上宣布本作與《生化危机2 重制版》、《生化危机3 重制版》將於當日同步在PlayStation 5及Xbox Series X/S平台發售，此次更新由泥巴娛樂負責開發製作，內容包含光線追蹤、高帧率模式、3D音效和缩短加载时间等，Microsoft Windows平台亦同步更新。

### 試玩體驗內容
在遊戲發布之後，PlayStation商店上架了《生化危机7预告：最初时刻》（Resident Evil 7 Teaser: Beginning Hour），玩家將扮演陌生男子逃脫這棟破舊的房子，根據玩家的選擇，體驗版會有三種不同的結局。卡普空表示本作是款有著自己故事的獨立遊戲，並非《生化危機7》的一部分，《生化危機7》將擁有更多的內容，包含戰鬥機制與遊戲場地。截至2016年7月，該體驗版已被下載超過200萬次。9月15日，發布了新的遊戲預告片及《最初时刻》名為「Twilight Version」的更新，增加了新的房間與物品。12月3日，另一個更新「Midnight Version」發布，《最初时刻》於12月9日登陸Xbox One，12月19日登陸Microsoft Windows。
另一個供玩家體驗的遊戲《提燈》（Lantern）首次亮相於2016年的德國gamescom，玩家將扮演米婭，想方設法逃離身處的住宅，並小心提著燈籠的婦人「瑪格麗特·貝克」（Marguerite Baker）。

### 可下載內容
「禁止播放的影片 Vol.1」（Banned Footage Vol.1）是第一個可下載內容，於2017年1月31日發售在PlayStation 4上，包含了劇情章節「惡夢」、「臥房」和小遊戲「伊森絕命危機」。「禁止播放的影片 Vol.2」（Banned Footage Vol.2）是第二個可下載內容，於2月14日發售在PlayStation 4上，包含了劇情章節「21」、「女兒們」和小遊戲「傑克的55歲生日」，禁播影帶的合集於2月21日在Xbox One、Steam與Microsoft商店。最後一個付費DLC「柔伊的結局」（End of Zoe）於12月14日和「並非英雄」（Not a Hero）一同推出，前者講述柔伊·貝克的故事，後者則讓玩家操控克里斯·雷德菲爾，用不同的方式遊玩貝克宅邸。

## 评价

### 發售前
《生化危機7》的游戏試玩《厨房惊魂》初次公佈就獲得不少好評，逼真的畫面、周遭的聲音以及最後出現環抱主角的血手嚇到不少試玩者。澳洲Kotaku的記者稱這款是他「最令人不安的體驗」，數碼間諜也給予同樣評價，並期待完成品的到來。自遊戲發布以來，因其第一人稱視角的設計讓許多玩家不禁比較《P.T.》，卡普空特地聲明表示遊戲早在2014年就已經開始製作。《生化危機7》回歸系列以往的生存恐怖及注重解謎要素，造成了喜歡動作射擊粉絲的不滿。

### 發售後
《生化危機7》在发售后获得了許多业界好评及獎項，在Metacritic，本作Microsoft Windows、PlayStation 4與Xbox One版本的匯總得分皆獲得了「好評居多」的評價。在各家媒體的「2017年最佳遊戲」排行裡，GamesRadar+評選本作為第6名、商業內幕評選本作為第5名、《娛樂週刊》評選本作為第3名。《電子遊戲月刊》將遊戲排在「2017年最佳的25款遊戲」排行中的第7名、而Eurogamer將遊戲排在「2017年最佳的50款遊戲」第14名、Polygon將遊戲排在「2017年最佳的50款遊戲」第5名。Vulture.com將遊戲收錄至「2017年最佳遊戲之一」，The Verge將遊戲收錄至「2017年最佳的15款遊戲之一」，GamesRadar+評選本作為「歷年來最恐怖的20款遊戲」之一，來自《The Escapist》的班·"雅兹"·克罗肖（《零标点符号》的主持人）表示《生化危機7》是他2017年最喜歡的遊戲。
Destructoid的扎克·富尼斯（Zack Furniss）給予本作滿分的成績，緊湊刺激的發展、引人入勝的故事和令人毛骨悚然的音效設計都超出了富尼斯原先的期待。《電子遊戲月刊》成員雷·卡西羅（Ray Carsillo）給予遊戲5星（滿分）評價，表示（沒意外的話）《生化危機7》毫無疑問是系列多年來最好的遊戲，尤其是音效設計方面，不論是主角伊森戰鬥後發出喘息聲還是風暴吹動建築物的聲音，都提高玩家的帶入感。
《Fami通》的四位編輯皆給予遊戲9分，表示本作比以往都來得更加恐怖，即使是一般的螢幕也能有高畫質的畫面呈現，遊戲在錄製電影帶與現實間來回模糊了真實與惡夢的界線，GameSpot的斯科特·巴特沃斯（Scott Butterworth）在評論中提到《生化危機7》對恐怖氣氛的掌握遠高於那些濫用突發驚嚇的遊戲，貝克家的每位成員都有各自的性格，每次戰鬥都能感受每個人物的特色，增加玩家的帶入感，在Microsoft Windows上，玩家能得到更高的視覺享受，即使在1440p的分辨率下，遊戲也能平穩運行。
《Game Informer》給予本作8.5分/10分，評論員安德魯·雷納（Andrew Reiner）表示雖然不及《生化危機4》帶來的創新與突破，但遊戲「緊張、不安與極度血腥」的氛圍為《生化危機7》帶來新的體驗，A9VG的juncheng同樣也給予本作8.5分，形容「本作为玩家带来一次纯正的恐怖游戏体验」，不管是細節還是整體的設計都能看出對《生化危機》的致敬，玩家在追尋真相的過程中，發現的各種文件、劇情上的起承轉合都讓本作十分出色。
IGN的克羅伊·拉德（Chloi Rad）讚賞《生化危機7》是他近年來玩過最有趣的生化危機遊戲，Polygon的菲立普·柯拉（Philip Kollar）對《生化危機7》的表現感到驚訝，表示：「雖然不知道本作能否像《生化危機》和《生化危機4》那樣經歷時間的考驗成為一代經典，但從我的角度來看，它確實是款成功將系列推向新方向的好遊戲。」，游戏大作之夜的曲楠讚揚遊戲在恐怖氣氛的渲染非常到位。
VR評價方面，17173將遊戲收錄於「10款把你奶子吓掉的VR游戏」中，認為本作又再次證明卡普空對於恐怖遊戲的製作能力。《Game Informer》的「2017最佳讀者選擇獎」和「2017最佳動作獎」分別評選本作為「最佳VR遊戲」「最佳VR動作遊戲」。《PlayStation官方杂志－英国》評選本作為第4佳的PlayStation VR遊戲。俄羅斯遊戲媒體「Igromania」將本作評選為「年度最佳VR遊戲」。《生化危機7》還獲得了2017年遊戲大獎「最佳VR/AR遊戲」、金搖桿獎與SXSW遊戲大獎「最佳VR遊戲」、
《Fami通》讚嘆遊戲在VR上的表現，GameSpot的巴特沃斯表示VR模式雖然內容不變，但確有更加真實的效果，Giant Bomb的丹·瑞科特（Dan Ryckert）強烈推薦玩家至少嘗試一下本作的VR模式，IGN的拉德表示VR無疑使《生化危機7》的體驗大為不同，尤其是戰鬥方面的體驗，通過環顧四周玩家能隨心所欲的移動準心，和一般模式相比，玩家更容易在VR模式中將敵人爆頭，Polygon的柯拉讚賞《生化危機7》擁有方便的切換功能，只要在選單設定，不用離開就能馬上切換成VR模式，A9VG的juncheng表示本作是唯一一款擁有3A級別的VR遊戲，是目前為止最棒的VR遊戲，WarLegend.net評論《生化危機7》是最好的VR遊戲，並希望卡普空將《生化危機7》移植到Oculus Rift及HTC Vive。
Destructoid的富尼斯則對VR發生的分辨率降低感到失望，柯拉認為VR雖然能夠給予玩家更多的感受，但配戴VR裝置實在是太容易頭暈目眩，只建議在探索環節使用，Pure PlayStation的凱爾·杜蘭特（Kyle Durant）對VR模式的表現感到失望，水準明顯降低的畫面表現讓杜蘭特更喜歡透過電視畫面遊玩。
同樣，《生化危機7》也擁有不少缺點，例如重要物品和彈藥共用相同背包導致空間不足、數量少且難度低的解謎設計、VR模式容易讓玩家感到頭暈目眩、缺乏性格的主角及遊戲後期與前期相比略顯不足、缺乏深度，尤其是遊戲的BOSS戰，富尼斯形容與BOSS戰鬥的感覺令人痛苦，柯拉表示BOSS戰鬥是遊戲最糟的部分，GameSpot的巴特沃斯注意到遊戲在Xbox One上的畫面表現比其他平台還要差。《時代雜誌》的遊戲評論家馬特·佩卡姆只給予遊戲2.5/5分，佩卡姆表示很難想到除了生化危機的粉絲還有誰會買這款遊戲，尤其是2017年有那麼多的生存恐怖遊戲可以選擇。在游侠网上，編輯們對於本作是否能擔當生化危機這個名稱展開辯論。

### 销量
《生化危機7》遊戲於2017年1月24日發售，發售當周即成為銷售冠军，在日本，遊戲的PlayStation 4版本售出约18万7千套，但與前作《生化危機6》首周67万套的銷量相差巨大。在義大利和英國，遊戲表現亮眼連續兩周奪冠。根據官方的統計，截至1月30日，共有8萬7千名玩家嘗試過PlayStation VR遊玩。本作是1月最暢銷的电子游戏，在英國、美國及德國都獲得了銷售冠軍。
在遊戲發售前，卡普空预期本作能在3月底售出400万套。遊戲發售三天共售出250萬套並在同年2月初順利收回成本。2017年4月，卡普空宣布《生化危機7》共售出350万套，但350万套低於當初的預期，受其影響，卡普空在东京股票交易所的股票价格下跌超过3个百分点。隔年，卡普空歐洲的營運長斯圖亞特·特納（Stuart Turner）接受訪談表示「（現在公司）寧願做出一款評價9分但賣得不好的遊戲，也不要做一款6分但賣更好的遊戲。」，說明公司和以前相比更加注重遊戲的評價。訪談中也提到《生化危機7》自發售兩年來，一直是PlayStation VR的熱門遊戲。
同年5月，卡普空在综合各方評價、市场及後續DLC發布等各項因素后，预测本作最终能售出1千万套。2021年10月，卡普空宣布本作總銷量突破1千萬套，成為系列作第一部銷量破千萬的作品。

### 所獲獎項
| 年份 | 獎項                       | 獲提名                                      | 結果 | 來源            |
| ---- | -------------------------- | ------------------------------------------- | ---- | --------------- |
| 2016 | 遊戲評論家獎               | 最佳VR遊戲                                  | 提名 | [ 163 ]         |
| 2016 | 金搖桿獎                   | 最受期待遊戲                                | 提名 | [ 137 ]         |
| 2017 | 金搖桿獎                   | 最佳VR遊戲                                  | 獲獎 | [ 164 ] [ 165 ] |
| 2017 | 金搖桿獎                   | 終極年度最佳遊戲                            | 提名 | [ 164 ] [ 165 ] |
| 2017 | 金搖桿獎                   | 最佳遊戲演出 傑克·布蘭德（Jack Brand）      | 提名 | [ 164 ] [ 165 ] |
| 2017 | Ping Awards                | 最佳國際化遊戲                              | 提名 | [ 166 ]         |
| 2017 | 遊戲大獎                   | 最佳遊戲指導                                | 提名 | [ 136 ]         |
| 2017 | 遊戲大獎                   | 最佳音效設計                                | 提名 | [ 136 ]         |
| 2017 | 遊戲大獎                   | 最佳VR/AR遊戲                               | 獲獎 | [ 136 ]         |
| 2018 | 紐約遊戲大獎               | 大蘋果年度最佳遊戲獎                        | 提名 | [ 167 ]         |
| 2018 | 紐約遊戲大獎               | 康尼島夢想樂園最佳VR遊戲獎                  | 獲獎 | [ 167 ]         |
| 2018 | 国家电子游戏行业研究院大奖 | 動畫，技術                                  | 提名 | [ 168 ] [ 169 ] |
| 2018 | 国家电子游戏行业研究院大奖 | 遊戲引擎鏡頭設計                            | 提名 | [ 168 ] [ 169 ] |
| 2018 | 国家电子游戏行业研究院大奖 | 控製設計，VR                                | 獲獎 | [ 168 ] [ 169 ] |
| 2018 | 国家电子游戏行业研究院大奖 | 遊戲鏡頭導演                                | 提名 | [ 168 ] [ 169 ] |
| 2018 | 国家电子游戏行业研究院大奖 | 遊戲，冒險遊戲系列                          | 提名 | [ 168 ] [ 169 ] |
| 2018 | 国家电子游戏行业研究院大奖 | 圖形，技術                                  | 提名 | [ 168 ] [ 169 ] |
| 2018 | 国家电子游戏行业研究院大奖 | 劇情演出，配角 凱蒂·歐海根（Katie O'Hagan） | 提名 | [ 168 ] [ 169 ] |
| 2018 | 国家电子游戏行业研究院大奖 | 音效                                        | 獲獎 | [ 168 ] [ 169 ] |
| 2018 | 国家电子游戏行业研究院大奖 | 虛擬實境混音                                | 獲獎 | [ 168 ] [ 169 ] |
| 2018 | 国家电子游戏行业研究院大奖 | 音聲運用，系列                              | 獲獎 | [ 168 ] [ 169 ] |
| 2018 | 義大利電子遊戲大獎         | 民選獎                                      | 提名 | [ 170 ]         |
| 2018 | 義大利電子遊戲大獎         | 年度遊戲                                    | 提名 | [ 170 ]         |
| 2018 | SXSW遊戲大獎               | 最佳SFX                                     | 提名 | [ 171 ] [ 138 ] |
| 2018 | SXSW遊戲大獎               | 最佳技術成就                                | 提名 | [ 171 ] [ 138 ] |
| 2018 | SXSW遊戲大獎               | 年度VR遊戲                                  | 獲獎 | [ 171 ] [ 138 ] |
| 2018 | 遊戲開發者選擇獎           | 最佳VR/AR遊戲                               | 提名 | [ 172 ] [ 173 ] |
| 2018 | 遊戲音頻網絡協會大獎       | 最佳VR音效                                  | 獲獎 | [ 174 ]         |
| 2018 | 法米通獎                   | 優秀獎                                      | 獲獎 | [ 175 ]         |

## 備註
1. ↑  若在稍早選擇拯救柔伊，柔伊會在這時鈣化並死亡。
2. ↑  若在分歧中選擇拯救柔伊，伊森會被迫擊殺米婭，並目睹其鈣化死亡。
3. ↑  若在分歧中選擇拯救米婭，米婭也會一同獲救。

## 延伸阅读
- . 新浪VR. 2017-01-24  [2017-01-30]. （原始内容存档于2017-07-01） （中文（中国大陆））.
- . "ADMCier瓷儿" (网站编辑). 游侠网. 2016-12-08  [2017-01-30]. （原始内容存档于2020-06-29） （中文（中国大陆））.
- . "2ero" (网站编辑). 游侠网. 2016-12-19  [2017-01-30]. （原始内容存档于2019-06-29） （中文（中国大陆））.